# Константин Микрулис
Константин (на гръцки: Κωνσταντίνος, Константинос) е православен духовник, митрополит на Вселенската патриаршия.

## Биография
Роден е със светската фамилия Микрулис (Μικρούλης) в 1857 година в теспротийското село Цаманда. Завършва семинарията на Халки през 1885 година с дисертация „Защо Константин Велики е правилно сред светците“. Той е духовен син на патриарх Антим VII Константинополски. Служи като учител в Сяр, Бурса, Солун (1887 - 1888) и Цариград (1888 - 1890). Служи от януари 1890 до юли 1894 година като втори дякон в Патриаршията и от юли 1894 до 1896 година като велик архидякон на Вселенската патриаршия.
На 13 февруари 1896 година е избран за парамитийски митрополит срещу архимандрит Константин, протосигел на Бурсенската митрополия и дякон Диодор Масхас. На 17 февруари 1896 година е ръкоположен за презвитер в църквата „Света Богородица Влахернска“ в Цариград митрополит Натанаил Бурсенски. На 18 февруари 1896 година е ръкоположен за парамитийски митрополит в патриаршеската църква „Свети Георги“ във Фенер. Ръкополагането е извършено от патриарх Антим VII в съслужение с митрополитите Филотей Никомидийски, Йероним Никейски, Натанаил Бурсенски, Стефан Митимнийски, Атанасий Лемноски, Висарион Драчки, Доротей Белградски, Никодим Еласонски, Софроний Карпатоски, Дионисий Елевтеруполски, Леонтий Филаделфийски, Дионисий Рашко-Призренски и Василий Литицки.
На 27 септември 1897 година е избран с 6 гласа за ганоски и хорски митрополит срещу Софроний Ардамерски (1 глас) и Прокопий Амфиполски (2 гласа). На 23 май 1900 година е единодушно избран за созоагатополски митрополит срещу бившия дискатски митрополит Йоникий и епископ Мелетий Перистерски. На 29 януари 1904 година подава оставка по здравословни причини. Умира на Корфу в началото на юни 1939 година.